# 青森生姜味噌おでん
青森生姜味噌おでん（あおもりしょうがみそおでん）とは青森県青森市を中心としたおでん料理である。昭和20年代（1945年 - ）に青森駅周辺（青森市古川）に建った屋台（闇市）のひとつが、青函連絡船の乗客の体が温まるようにと出されたおでんにつけて食べる味噌だれへおろした生姜を入れたところ、喜ばれて広まったとされる。
現在では青森市内のほか、津軽地方一帯で一般的な食し方として広がっており、おでんと言えば生姜味噌おでんのことを指す。
また、通常のおでんの他に青森市内にある飲食店では、大きい角蒟蒻に割り箸を突き刺しただけのシンプルな蒟蒻おでんの付けだれとして生姜味噌を使用しているところもあり、同様の蒟蒻おでんをファストフードのように提供しているところも見受けられる。

## 調理の特徴

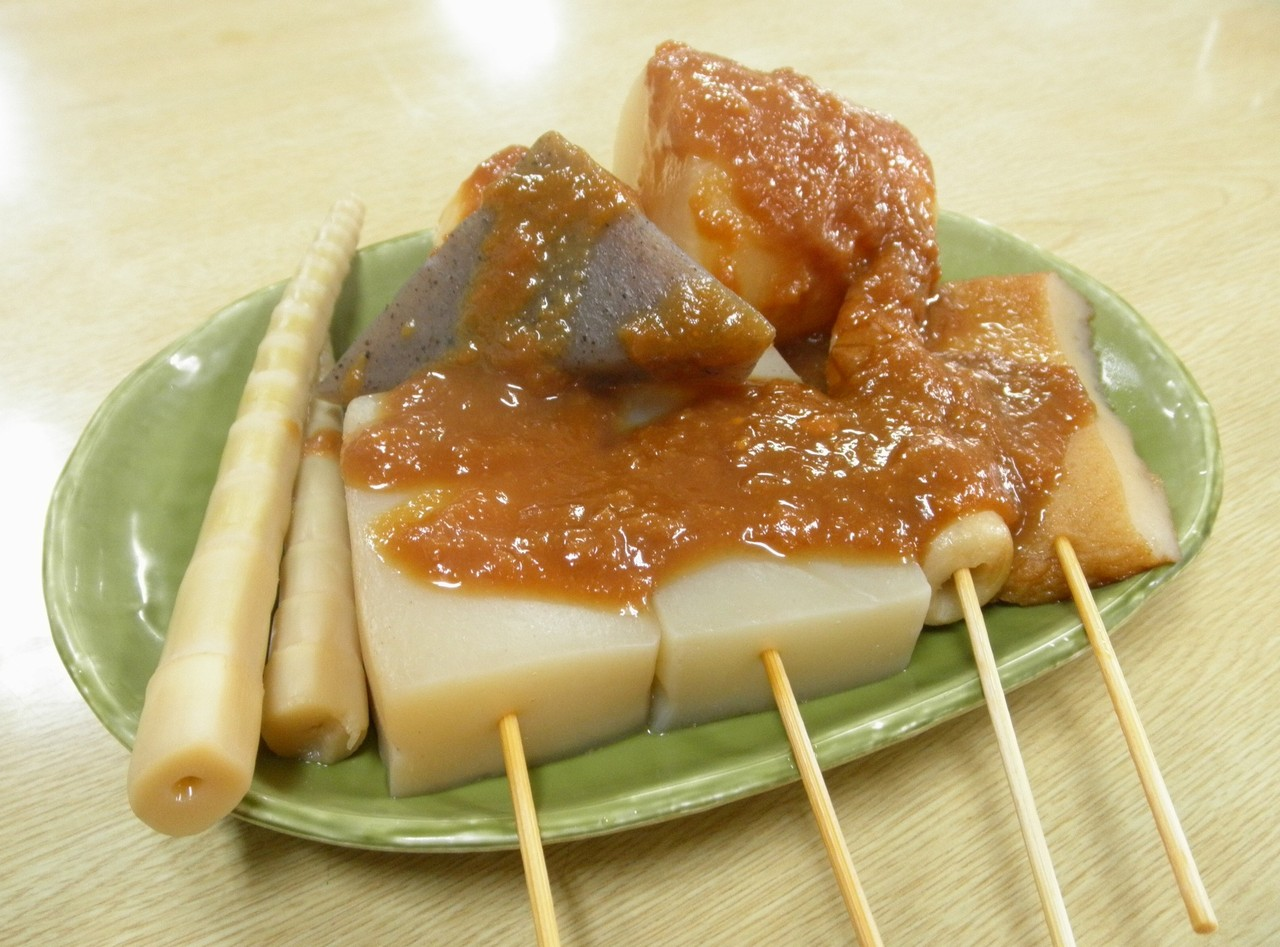
青森生姜味噌おでん (銅像茶屋)

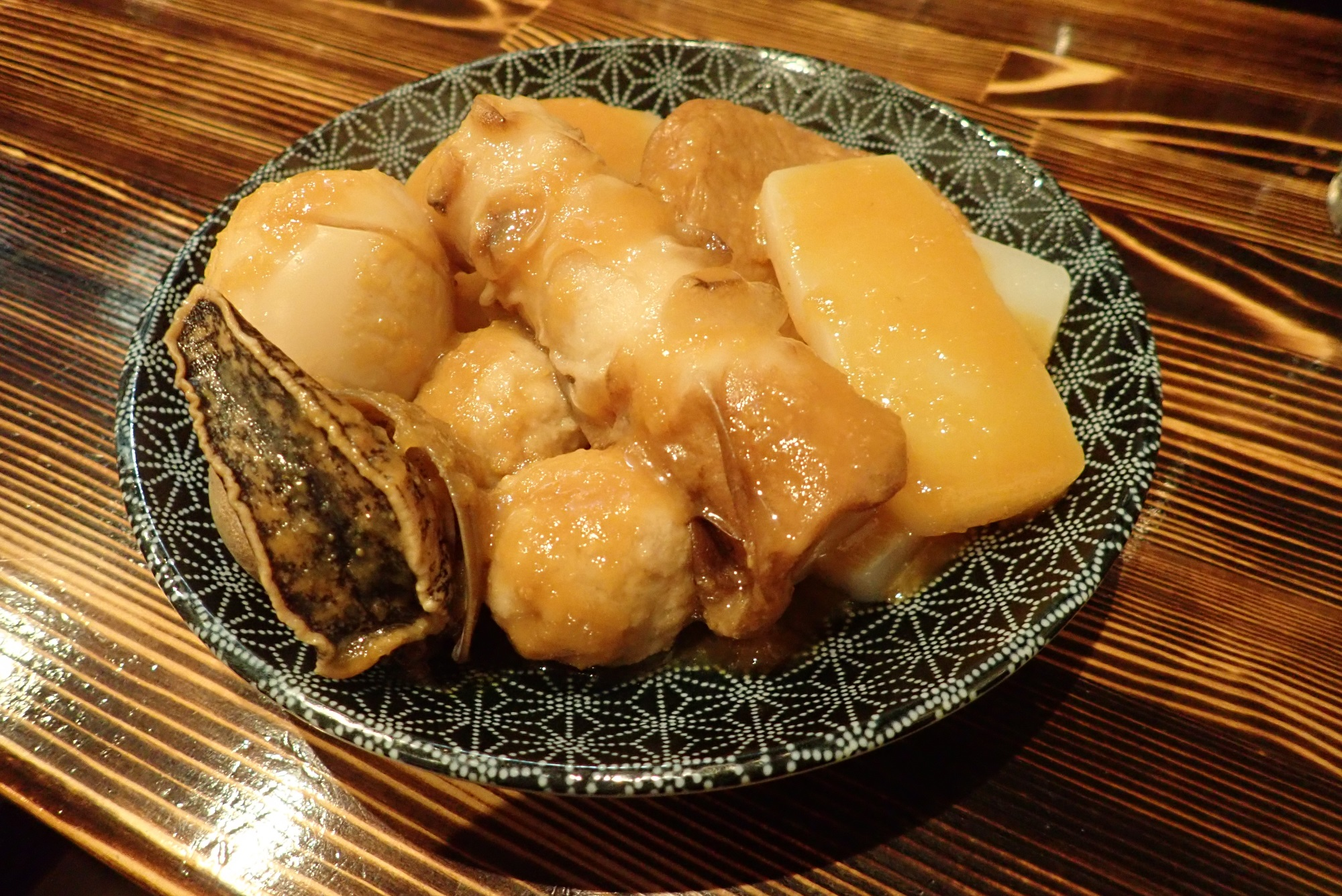
つぶ貝が入った生姜味噌おでん

おでんに生姜味噌だれをかけた状態で出されるおでん料理。おでんの具は店によって異なり、基本的な盛り合わせというものは無いが、主に大根、玉子、ぼたん焼き竹輪（普通の竹輪の場合もある）、こんにゃく、練り物（大角天やさつま揚げの類）、つみれ（鶏または魚）で、山間部の茶屋ではチシマザサ（ネマガリダケ）の竹の子が具に含まれている。
生姜味噌だれは煮切りした酒に津軽味噌（赤味噌）とみりん、だし汁を混ぜて煮立て、仕上げに生の生姜をおろして混ぜたもの。好みで砂糖を加えることもある。店によって味噌だれの製法が異なり、白味噌ベースのものもあるなど店ごとに様々な生姜味噌だれを楽しめる。
また、青森県で販売されるコンビニエンスストアのおでんにつける調味料は津軽エリアでは生姜味噌だれのパックかカラシかを選べる。※一部コンビニエンスストアでは青森県以外の東北エリアでも生姜味噌を用意しているチェーンもある。